# Deborah Johnsey
Deborah Waveny Johnsey –conocida como Debbie Johnsey– (Newport, 3 de julio de 1957) es una jinete británica que compitió en la modalidad de salto ecuestre.
Ganó una medalla de plata en el Campeonato Europeo de Saltos Ecuestres de 1977, en la prueba por equipos. Participó en los Juegos Olímpicos de Montreal 1976, ocupando el cuarto lugar en la prueba individual.

## Palmarés internacional
| Campeonato Europeo | Campeonato Europeo | Campeonato Europeo | Campeonato Europeo |
| Año                | Lugar              | Medalla            | Categoría          |
| ------------------ | ------------------ | ------------------ | ------------------ |
| 1977               | Viena (Austria)    | Medalla de plata   | Por equipos        |